# Villarreal (Coclé)
Villarreal es un corregimiento del distrito de Natá, en la provincia de Coclé, República de Panamá. Su creación fue establecida mediante Ley 60 del 17 de septiembre de 2013 segregándose del corregimiento de Capellanía, no obstante, la norma indicaba que el corregimiento entraría en existencia el 2 de mayo de 2019; pero por la Ley 26 del 23 de mayo de 2017, su fundación fue adelantada al 1 de julio de 2017. Su cabecera es Villarreal. Su Primer Representante de Corregimiento para el periodo  2019 a 2024 es el Profesor . Rodrigo Pérez González. Residente en la Comunidad de Flamenco, acompañado de su esposa la Señora Edimilka Hernández Aguilar de Pérez.
El Corregimiento está integrado por las Comunidades de Villarreal Cabecera, Llano de la Palma, Espave, Altos de Marañón, Río Año. Los Cerritos, Ciénega Larga, Flamenco, Llano Bonito, Llano Lázaro, Cocobo y los Limpios.